# The Ruins of Our Future
The Ruins of Our Future är hardcorebandet Intensitys tredje studioalbum, utgivet 2001 på Bad Taste Records. Skivan kom även ut på LP i två separata utgåvor på Putrid Filth Conspiracy och Deranged Records i Kanada. Båda dessa utgavs 2001.

## Låtlista
Där inte annat anges är låtarna skrivna av Rodrigo Alfaro.
1. "Ruins"
2. "Stress, arbete, ångest"
3. "R.P.F.O"
4. "Twenty for Years"
5. "The Cycle Is Complete"
6. "By the Throat"
7. "Amounts to Nothing"
8. "Torn Apart"
9. "Förberedelsen"
10. "Canto a la Muerte" (text: Walter Alfaro)
11. "Towers and Tunnels"
12. "Cut to Fit"
13. "As We Fall Down"
14. "Rebelde y Vagabundo" (text: Walter Alfaro)
15. "Fields Lie Fallow"
16. "In the Distance" (Citizens Arrest-cover)

## Personal
- Intensity - design, inspelning, mixning
- Jonas - gitarr
- Kristoffer - bas
- Mattias - gitarr
- Rodrigo Alfaro - sång
- Tommas - trummor

### Fotnoter
1. 1 2  ”Wash Off the Lies”. Discogs.com. http://www.discogs.com/Intensity-The-Ruins-Of-Our-Future/release/2991312. Läst 8 januari 2012.